# 豊橋市立向山小学校
豊橋市立向山小学校（とよはししりつ むかいやましょうがっこう）は、愛知県豊橋市向山西町にある公立の小学校。

## 校訓
- かしこく、あたたかく、たくましく

## 地理
豊橋市街地に位置する。学校周辺は、向山大池公園、緑地公園、豊橋市民文化会館、愛知県立豊橋東高等学校、愛知県立豊橋商業高等学校などがある文教地区である。

## 歴史

### 年表
- 1957年（昭和32年） - 豊橋市立新川小学校の分教場として設立。
- 1958年（昭和33年） - 豊橋市立向山小学校として創立。
- 2018年（平成30年） - 創立60周年。

### 児童数の変遷
『愛知県小中学校誌』（2018年）によると、児童数の変遷は以下の通りである。
| 1959年（昭和34年） | 1172人 |  |
| 1967年（昭和42年） | 1109人 |  |
| 1977年（昭和52年） | 1146人 |  |
| 1987年（昭和62年） | 662人  |  |
| 1997年（平成9年）  | 449人  |  |
| 2007年（平成19年） | 400人  |  |
| 2017年（平成29年） | 334人  |  |

## 部活動
- サッカー
- バレーボール（女子）
- ファンファーレ
- 陸上（期間限定）
- 駅伝（期間限定）
- 水泳（期間限定）

## 交通アクセス
- 豊橋駅前より豊鉄バス二川線「向山小学校北」下車し徒歩約3分
- 豊橋駅前より豊鉄バス天伯団地線・牛川金田線・飯村岩崎線・西口線・岩田団地線「商業高校前」下車し徒歩約5分

## 出身著名人
- 谷川原健太 - プロ野球選手。